# Liga Suíça de Basquetebol de 2019-20
A Temporada da SBL de 2019–20 foi a 89ª edição da competição de elite do basquetebol da Suíça tendo o Fribourg Olympic como defensor do título suíço. Em 13 de março de 2020 a competição foi encerrada prematuramente devido a Pandemia de COVID-19.

## Clubes Participantes
| Clube                        | Cidade    | Arena                          | Capacidade |
| ---------------------------- | --------- | ------------------------------ | ---------- |
| BBC Monthey-Chablais         | Monthey   | Reposieux                      | 600        |
| BBC Nyon                     | Nyon      | Centre Sportif Rocher          | 1 500      |
| BC Boncourt                  | Boncourt  | Salle Sportive Bouncort        | 1 500      |
| Fribourg Olympic             | Friburgo  | Halle Saint Léonard            | 3 000      |
| Lions de Genève              | Genebra   | Salle polyvalente Pommier      | 2 800      |
| Lugano Tigers                | Lugano    | Istituto Elvetico              |            |
| Pully Lausanne Foxes         | Lausana   | Salle Omnisport Arnold Reymond | 1 500      |
| Vevey Riviera Basket         | Vevey     | Galeries du Rivage             |            |
| Spinelli Massagno            | Massagno  | Palamondo de Cadempino         |            |
| Starwings Basket Regio Basel | Basileia  | Sporthalle Birsfelden          | 2 000      |
| Swiss Central Basket         | Lucerna   | Wartegg Turnhalle              | 420        |
| Union Neuchâtel              | Neuchâtel | La Riveraine                   | 2 500      |

## Temporada Regular

### Tabela de Classificação
| Pos. | Clube                        | J  | V  | D  | Pt. | P+    | P-    | SP   | Classificação |
| ---- | ---------------------------- | -- | -- | -- | --- | ----- | ----- | ---- | ------------- |
| 1    | Fribourg Olympic             | 20 | 19 | 1  | 39  | 1806  | 1384  | 422  | Grupo A       |
| 2    | Union Neuchâtel              | 20 | 18 | 2  | 38  | 1.639 | 1.401 | 238  | Grupo A       |
| 3    | Lions de Genève              | 20 | 16 | 4  | 36  | 1.705 | 1.399 | 306  | Grupo A       |
| 4    | Spinelli Massagno            | 20 | 14 | 6  | 34  | 1.781 | 1.622 | 159  | Grupo A       |
| 5    | BBC Monthey-Chablais         | 20 | 11 | 9  | 31  | 1.530 | 1.469 | 61   | Grupo A       |
| 6    | Vevey Riviera Basket         | 20 | 8  | 12 | 28  | 1.529 | 1.571 | -42  | Grupo A       |
| 7    | BC Boncourt                  | 20 | 8  | 12 | 28  | 1.663 | 1.757 | -94  | Grupo B       |
| 8    | Lugano Tigers                | 20 | 6  | 14 | 26  | 1.559 | 1.645 | -86  | Grupo B       |
| 9    | Starwings Basket Regio Basel | 20 | 6  | 14 | 26  | 1.423 | 1.618 | -195 | Grupo B       |
| 10   | BBC Nyon                     | 20 | 6  | 14 | 26  | 1.471 | 1.683 | -212 | Grupo B       |
| 11   | Pully Lausanne Foxes         | 20 | 6  | 14 | 26  | 1.470 | 1.679 | -209 | Grupo B       |
| 12   | Swiss Central Basket         | 20 | 2  | 18 | 22  | 1.513 | 1.861 | -348 | Grupo B       |

|  |                                                   |
|  | Classificados para disputarem de 1º a 6º lugares  |
|  | Classificados para disputarem de 7º a 12º lugares |

### Primeira fase de grupos
| Casa\Visitante       | MON   | NYO    | BON    | FRI    | GEN   | LUG     | PUL    | VEV    | MAS    | BAS    | SWI    | NEU    |
| -------------------- | ----- | ------ | ------ | ------ | ----- | ------- | ------ | ------ | ------ | ------ | ------ | ------ |
| BBC Monthey          |       | 78-83  | 86-78  | 72-84  | 77-65 | 93-68   |        |        | 77-80  | 86-71  | 80-49  | 69-70  |
| BBC Nyon             | 61-76 |        |        | 71-107 | 72-96 | 64-81   | 75-72  | 62-84  | 81-89  | 74-70  | 85-82  | 69-85  |
| BC Boncourt          | 63-79 | 96-90  |        | 71-87  | 73-96 |         | 116-99 | 80-77  | 94-92  | 94-80  | 114-76 | 76-78  |
| Fribourg Olympic     | 88-71 | 105-55 | 110-75 |        | 83-78 | 88-77   | 86-85  | 90-64  | 71-79  | 111-66 | 100-51 |        |
| Lions de Genève      | 76-68 | 91-64  | 100-55 | 73-76  |       | 77-61   | 98-70  | 86-71  | 87-84  | 89-47  |        | 75-76  |
| Lugano Tigers        | 68-60 | 76-74  | 89-80  | 71-82  | 83-90 |         | 84-64  | 89-92  | 82-85  | 90-83  |        | 82-87  |
| Pully Lausanne Foxes | 66-78 |        | 84-74  | 64-91  | 62-74 | 76-68   |        | 63-57  | 88-119 | 65-73  | 74-70  | 72-102 |
| Vevey Riviera Basket | 70-77 | 69-73  | 82-74  | 69-79  |       | 86-78   | 86-79  |        | 81-70  | 75-54  | 97-80  | 68-80  |
| Spinelli Massagno    | 93-76 | 109-99 | 99-88  |        | 84-90 | 81-61   | 83-60  | 98-71  |        | 91-77  | 79-77  | 71-87  |
| Starwings Basel      | 74-77 | 80-71  | 71-82  | 49-104 | 59-78 | 91-84   | 85-90  | 73-63  |        |        | 84-60  | 62-68  |
| Swiss Central Basket | 89-95 | 68-86  | 92-106 | 79-95  |       | 107-102 | 76-80  | 103-93 | 83-109 | 66-74  |        | 73-104 |
| Union Neuchâtel      | 73-55 | 69-62  | 90-74  | 64-69  | 68-76 | 85-65   | 84-57  | 83-74  | 92-86  |        | 94-66  |        |

## Playoffs

### Confrontos
|  | Quartas-de-final | Quartas-de-final | Quartas-de-final |  |  | Semifinais | Semifinais | Semifinais |  |  | Final | Final | Final |
|  |                  |                  |                  |  |  |            |            |            |  |  |       |       |       |
|  |                  |                  |                  |  |  |            |            |            |  |  |       |       |       |
|  |                  |                  |                  |  |  |            |            |            |  |  |       |       |       |
|  |                  |                  |                  |  |  |            |            |            |  |  |       |       |       |
|  |                  |                  |                  |  |  |            |            |            |  |  |       |       |       |
|  |                  |                  |                  |  |  |            |            |            |  |  |       |       |       |
|  |                  |                  |                  |  |  |            |            |            |  |  |       |       |       |
|  |                  |                  |                  |  |  |            |            |            |  |  |       |       |       |
|  |                  |                  |                  |  |  |            |            |            |  |  |       |       |       |
|  |                  |                  |                  |  |  |            |            |            |  |  |       |       |       |
|  |                  |                  |                  |  |  |            |            |            |  |  |       |       |       |
|  |                  |                  |                  |  |  |            |            |            |  |  |       |       |       |
|  |                  |                  |                  |  |  |            |            |            |  |  |       |       |       |
|  |                  |                  |                  |  |  |            |            |            |  |  |       |       |       |
|  |                  |                  |                  |  |  |            |            |            |  |  |       |       |       |
|  |                  |                  |                  |  |  |            |            |            |  |  |       |       |       |
|  |                  |                  |                  |  |  |            |            |            |  |  |       |       |       |
|  |                  |                  |                  |  |  |            |            |            |  |  |       |       |       |
|  |                  |                  |                  |  |  |            |            |            |  |  |       |       |       |

#### Quartas de final
| Time 1 | Série | Time 2 | 1º Jogo | 2º Jogo | 3º Jogo | 4º Jogo | 5º Jogo |
| ------ | ----- | ------ | ------- | ------- | ------- | ------- | ------- |
|        | -     |        |         |         |         |         |         |
|        | -     |        |         |         |         |         |         |
|        | -     |        |         |         |         |         |         |
|        | -     |        |         |         |         |         |         |

#### Semifinal
| Time 1 | Série | Time 2 | 1º Jogo | 2º Jogo | 3º Jogo | 4º Jogo | 5º Jogo |
| ------ | ----- | ------ | ------- | ------- | ------- | ------- | ------- |
|        | -     |        |         |         |         |         |         |
|        | -     |        |         |         |         |         |         |

#### Final
| Time 1 | Série | Time 2 | 1º Jogo | 2º Jogo | 3º Jogo | 4º Jogo | 5º Jogo |
| ------ | ----- | ------ | ------- | ------- | ------- | ------- | ------- |
|        | -     |        |         |         |         |         |         |

## Campeões
| SBL de 2019-20 Campeões |
| ----------------------- |
| ?º Título               |

## Copa da SBL de 2020 - Montreux
|  | Semifinal                           | Semifinal              |    |  | Final                              | Final |  |
|  |                                     |                        |    |  |                                    |       |  |
|  | 01 de fevereiro – Salle du Pierrier |                        |    |  |                                    |       |  |
|  | Fribourg Olympic                    | 72                     |    |  |                                    |       |  |
|  | BBC Monthey-Chablais                | 57                     |    |  |                                    |       |  |
|  |                                     |                        |    |  |                                    |       |  |
|  |                                     |                        |    |  | 2 de fevereiro – Salle du Pierrier |       |  |
|  |                                     |                        |    |  | Fribourg Olympic                   | 63    |  |
|  |                                     | Union Neuchâtel Basket | 54 |  |                                    |       |  |
|  |                                     |                        |    |  |                                    |       |  |
|  |                                     |                        |    |  |                                    |       |  |
|  |                                     |                        |    |  |                                    |       |  |
|  | 01 de fevereiro – Salle du Pierrier |                        |    |  |                                    |       |  |
|  | Lions de Genève                     | 80                     |    |  |                                    |       |  |
|  | Union Neuchâtel Basket              | 88                     |    |  |                                    |       |  |

### Premiação
| SBL Cup 2020 (Montreux)             |
| Friburgo (cantão)                   |
| ----------------------------------- |
| Campeão Fribourg Olympic(6° título) |

## Clubes suíços em competições internacionais
| Clube            | Competição        | Resultado                                                                   |
| ---------------- | ----------------- | --------------------------------------------------------------------------- |
| Fribourg Olympic | Liga dos Campeões | Eliminado na Segunda Ronda Qualificatória por Telekom Baskets (66-81;72-80) |
| Fribourg Olympic | Copa Europeia     | Eliminado na Fase de Grupos 3º no Grupo C (2v - 4d)                         |